# الهجمة الذاتية-إكس-أس-أس

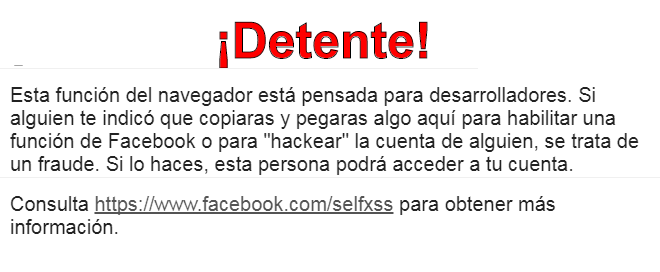

الهجمة الذاتية-إكس-أس-أس (بالإنجليزية: Self-XSS)‏، هو هجوم للهندسة الاجتماعية يستخدم للسيطرة على حسابات الضحايا على الإنترنت. في هجوم ذاتي من نوع XSS ، يقوم ضحية الهجوم بتشغيل شفرة خبيثة في متصفح الويب الخاص به ، مما يعرضه لخطر سرقة البيانات وانحال شخصيته.

## نظرة عامة
في هذه الحالة يستغل المهاجم عدم معرفة الضحية ويطلب منه وضع شيفرة برمجية في أدوات الخاصة بمطوري الويب (تتوفر في أغلب المتصفحات الحديثة) مما يتيح للمهاجم سرقة البيانات الشخصية للضحية أو انتحال شخصيته في الموقع الذي شغل فيه الضحية الشيفرة.